# 朽木寒三
朽木 寒三（くちき かんぞう、1925年5月20日 - 2019年5月22日）は、日本の作家。

## 人物
北海道生まれ。本名・水口安典。東京農林専門学校（現：東京農工大学）卒。在学中に召集され、中国戦線に従軍。「馬」を扱う兵士の苦しみを体験したことが、馬賊物の傑作「馬賊戦記」を生む下地になった。

## 著書
- 『馬賊戦記 小日向白朗と満洲』番町書房 1966
- 『馬賊戦記 小日向白朗と満洲 続』番町書房 1966、新版（上下）1975
  - 『馬賊戦記』徳間文庫（上下）1982。改訂版
  - 『馬賊戦記 小日向白朗 蘇るヒーロー』ストーク（上下）2005。新装改訂版
- 『馬賊と女将軍 中島成子戦記』徳間書店 1967。復刻：伝記叢書 大空社 1999
- 『馬賊　天鬼将軍伝』徳間書店 1981
- 『馬賊　天鬼将軍伝 続』徳間書店 1981
  - 『馬賊　天鬼将軍伝』徳間文庫（上下）1984
- 『少年マタギと名犬タケル』(どんぐりブックス) ポプラ社 1987。児童向け
- 『釧路湿原 北海道カウボーイ物語』(シリーズ・ヒューマンドキュメント) 理論社 1989。小泉澄夫絵、児童向け